# Aeroportul Suavanao
Aeroportul Suavanao (IATA: VAO, ICAO: AGGV) este un aeroport din Isabel Province⁠(d), Insulele Solomon.
Situat la o altitudine de 2 m, aeroportul dispune de o singură pistă.